# 布图规划

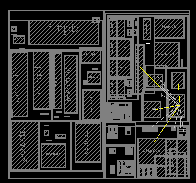
集成电路版图编辑器的模拟布图规划

在电子设计自动化中，布图规划為集成电路设计（特别是其中的物理设计步骤）对于电路主要功能模块在试验性布局中的图形表示，过程中指定诸如长宽比（aspect ratio）或核心利用率（core utilization）等高级参数，是物理设计后续过程，即精确布线的前提。
创建布图的设计步骤称为布图规划阶段（floorplanning），是集成电路设计设计流程中的早期阶段。
该问题的各种数学抽象已有研究。

## 布图规划设计阶段
布图规划设计阶段包含若干步骤，目标是寻找既能让时序（timing）易于收敛的走线布局，又能在整个芯片上均匀分布功耗的布图。
- 芯片面积估算（Chip Area Estimation）：确定芯片区域的尺寸和长宽比。估算要考虑放置宏单元（macros）、标准单元（standard cells）和I/O引脚所需的空间，同时留出足够的走线资源以保证放置与布线流程成功。通常目标核心利用率{\displaystyle U={\frac {A_{macros}+A_{std\_cells}}{A_{core}}}}在60%–70%左右。[3]
- I/O引脚定位（I/O Pad Positioning）：输入/输出引脚通常需要布置在芯片的外围。靠近I/O引脚处需要为线驱动器（line drivers）预留空间，以最小化延迟和信号劣化。[4]
- 宏单元放置（Macro Placement）：在宏单元放置阶段，需要将具有固定尺寸和固定引脚的大功能模块（例如存储阵列、时钟发生器或定制模块）放置在布图轮廓内。有效的宏单元放置可最小化时序关键路径长度、避免布线拥塞并保证热平衡。[4]
- 标准单元行创建（Standard Cell Row Creation）：确定用于放置标准单元的区域并将其划分为标准单元行。[5]在放置阶段，标准单元被强制与标准单元行对齐，尽管它们可能具有多行高度。标准单元行的高度决定了每行可用的布线资源，同时也会影响功耗。[6]
- 电源/接地结构（Power / Ground Structures）：布图规划阶段不总是包含生成电源/接地网络过程。不过，也有一些方法基于这样的思想：如果宏单元和I/O引脚已固定，就可以进行电源网格分析，从而共同综合（co-synthesize）布图和电源/地网络。[7]

## 数学模型与优化问题
在数学中，布图规划指的是将若干较小的矩形（其方向可以固定或可变）打包进一个较大的矩形的问题。大矩形和小矩形的尺寸可能是固定的（硬约束），也可能需要被优化（软约束）。此外，还可以优化一个度量，用来表示该布图对走线质量的影响。
由于各种矩形打包问题都是NP困难的，若存在一个对一般布图问题的多项式时间算法，则将存在{\displaystyle P=NP}。

### 整数规划（Integer Programming）
当小矩形的大小和朝向固定时，可将矩形打包问题建模为一个整数线性规划（ILP）。进一步可以加入约束和变量以最小化包围盒网长（bounding-box-netlength）。设有小矩形{\displaystyle R_{1},...R_{n}}，宽度{\displaystyle w_{1},...,w_{n}}、高度{\displaystyle h_{1},...,h_{n}}以及网表 {\displaystyle {\mathcal {N}}_{1},...,{\mathcal {N}}_{n}}，以及大矩形宽度{\displaystyle W}和高度{\displaystyle H}，整数规划可表示为：
- 目标：最小化包围盒网长

{\displaystyle \min \sum _{N\in \cup _{i=1}^{n}{\mathcal {N}}_{i}}y_{N,t}-y_{N,b}+x_{N,r}-x_{N,l}}
- 不重叠约束

{\displaystyle {\begin{matrix}x_{i}+w_{i}\leq x_{j}+W(1-R_{j,i})\\y_{i}+h_{i}\leq y_{j}+H(1-A_{j,i})\end{matrix}}\quad \forall \ 1\leq i\neq j\leq n}
- 相对放置的析取条件

{\displaystyle R_{j,i}+R_{i,j}+A_{j,i}+A_{i,j}\geq 1\quad \forall \ 1\leq i\neq j\leq n}
- 网的包围盒覆盖约束

{\displaystyle {\begin{matrix}x_{N,r}\geq x_{i}+w_{i}\\x_{N,l}\leq x_{i}\\y_{N,t}\geq y_{i}+h_{i}\\y_{N,b}\leq y_{i}\end{matrix}}\quad \forall \ i\in {1,\ldots ,n},\ N\in {\mathcal {N}}_{i}}
- 二元变量

{\displaystyle {\begin{matrix}R_{i,j}\in {0,1}\\A_{i,j}\in {0,1}\end{matrix}}\quad \forall \ 1\leq i\neq j\leq n}
- 矩形位置变量

{\displaystyle {\begin{matrix}x_{i}\in {0,\ldots ,W-w_{i}}\\y_{i}\in {0,\ldots ,H-h_{i}}\end{matrix}}\quad \forall \ i\in {1,\ldots ,n}}
- 网的包围盒变量

{\displaystyle {\begin{matrix}x_{N,l},\ x_{N,r}\in {0,\ldots ,W}\\y_{N,b},\ y_{N,t}\in {0,\ldots ,H}\end{matrix}}\quad \forall N\in \cup _{i=1}^{n}{\mathcal {N}}_{i}}
对于固定的空间关系变量{\displaystyle R_{i,j},A_{i,j}}，上面的整数规划是一个最大流问题的对偶，因此可在多项式时间内求解。
并非所有的空间关系选择都对应一个可行的放置。包含所有可行放置的关系集合称为完备（complete）。目前已知对完备关系集合规模的上界由Silvanus和Vygen给出：他们证明了当空间关系数为{\displaystyle C=(11+5{\sqrt {5}})/{2}}时，完备集合的规模至多为{\displaystyle O\left(n!\cdot C^{n}/n^{6}\right)}；并给出下界{\displaystyle O\left(n!\cdot c^{n}/n^{6}\right)}，其中{\displaystyle c=4+2{\sqrt {2}}}。

### 启发式方法（Heuristics）
使用不同的表示方法来描述矩形之间的空间关系（例如 O-tree、B*-tree或序列对sequence pairs），实践中提出了多种启发式算法来求解布图问题。其中一些算法通过仅考虑可切分（sliceable）布图来限制解空间，从而降低问题复杂度。

## 可切分与不可切分布图
可切分布图（sliceable floorplan） 是指可以按下面递归定义的布图。
- 由单个矩形模块组成的布图是可切分的。
- 若一个可切分布图中的某个模块被一条垂直或水平线切成两个模块，则所得的布图仍为可切分的。

可切分布图曾在早期的一些電子設計自動化工具中被广泛使用。可切分布图可以方便地用二叉树（更具体地说是K-d树）表示，这些树对应于切分的顺序。更重要的是，当问题限制为可切分布图时，许多对布图来说NP困难的问题可以得到多项式时间的算法。

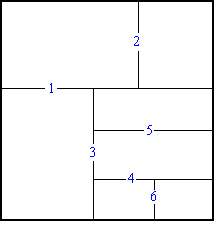
可切分布图
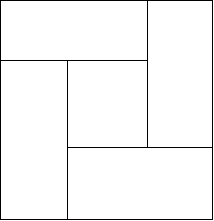
不可切分布图